# Долгушинский сельсовет
Долгу́шинский сельсове́т — сельское поселение в Долгоруковском районе Липецкой области.
Административный центр — село Долгуша

## География
Находится в восточной части района в 17 км от села Долгоруково. На севере граничит со Слепухинским, на западе с Жерновским, на юге с Верхнеломовецким сельсоветами Долгоруковского района, на востоке с Калабинским сельсоветом Задонского района.
По территории сельского поселения протекают реки: Снова и Поповка, а также более мелкие ручьи. Близ деревни Карташовка небольшой пруд.
Через поселение проходит областная трасса Долгоруково — Задонск.

## Население
| 2010 | 2011 | 2012 | 2013 | 2014 | 2015 | 2016 |
| ---- | ---- | ---- | ---- | ---- | ---- | ---- |
| 425  | →425 | ↘396 | ↘383 | ↘359 | ↗360 | ↘351 |
| 2017 | 2018 | 2021 |      |      |      |      |
| →351 | ↘348 | ↘250 |      |      |      |      |

## Состав сельского поселения
| № | Населённый пункт | Тип населённого пункта       | Население |
| - | ---------------- | ---------------------------- | --------- |
| 1 | Александровка    | деревня                      | ↘44       |
| 2 | Долгуша          | село, административный центр | →261      |
| 3 | Карташовка       | деревня                      | 120       |

## Местное самоуправление
Глава поселения Ролдугина Татьяна Алексеевна.
Телефон администрации (47468) 2-31-44.

## Культура и образование
Поселенческий центр культуры и досуга, а также библиотека находятся в селе Долгуша.
Отдел досуговой работы в деревне Карташовка.
В Долгуше, до недавнего времени, работала средняя школа.

## Общественные учреждения
В центре поселения действует отделение почтовой связи и сберегательного банка, участковый пункт милиции.

## Медицина
Фельдшерско-акушерский пункт в с. Долгуша и д. Карташовка.

## Сельское хозяйство
Предприятие ООО «Сельхозсодружество» специализируется на производстве сельскохозяйственной продукции.

## Транспорт
Через поселение ежедневно курсирует автобус по маршруту Долгоруково — Долгуша.

## Русская православная церковь
Церковь села Долгуша.